# Gran icosihemidodecacrono
En geometría, el gran icosihemidodecacrono es el dual del gran icosihemidodecaedro y es uno de los nueve hemipoliedros. Visualmente tiene la misma apariencia que el gran dodecahemidodecacrono.
Dado que los hemipoliedros tienen caras que pasa por el centro del poliedro, los duales tienen su correspondiente vértices en el infinito; más concretamente, en el infinito del plano proyectivo real. En los Modelos duales de Magnus Wenninger se representan mediante prismas que se cruzan entre sí, cada uno de los cuales se extiende en ambas direcciones hasta el mismo vértice en el infinito, para mantener la simetría. En la práctica, los prismas del modelo se cortan en un punto determinado que resulta conveniente para que la figura sea manejable. Wenninger sugirió que estas figuras son miembros de una nueva clase de figuras de estelación, a las que denominó "estelaciones hasta el infinito". Sin embargo, también sugirió que en sentido estricto no son poliedros, porque su construcción no se ajusta a las definiciones habituales.
Se puede considerar que el gran icosihemidodecacrono tiene seis vértices en el infinito.